# Vico Magistretti
Vico Magistretti, född 6 oktober 1920 i Milano, död där 19 september 2006, var en italiensk industridesigner, möbeldesigner och arkitekt. Ett av Magistrettis första projekt var en rund kyrka i den experimentella förorten till Milano QT8. Senare designade han massproducerade produkter och möbler för olika företag. Magistretti har vunnit många priser, bland annat en guldmedalj från Chartered Society of Designers 1986. Han var son till en arkitekt. Under andra världskriget lämnade han Italien och flyttade till Schweiz.

## Karriär

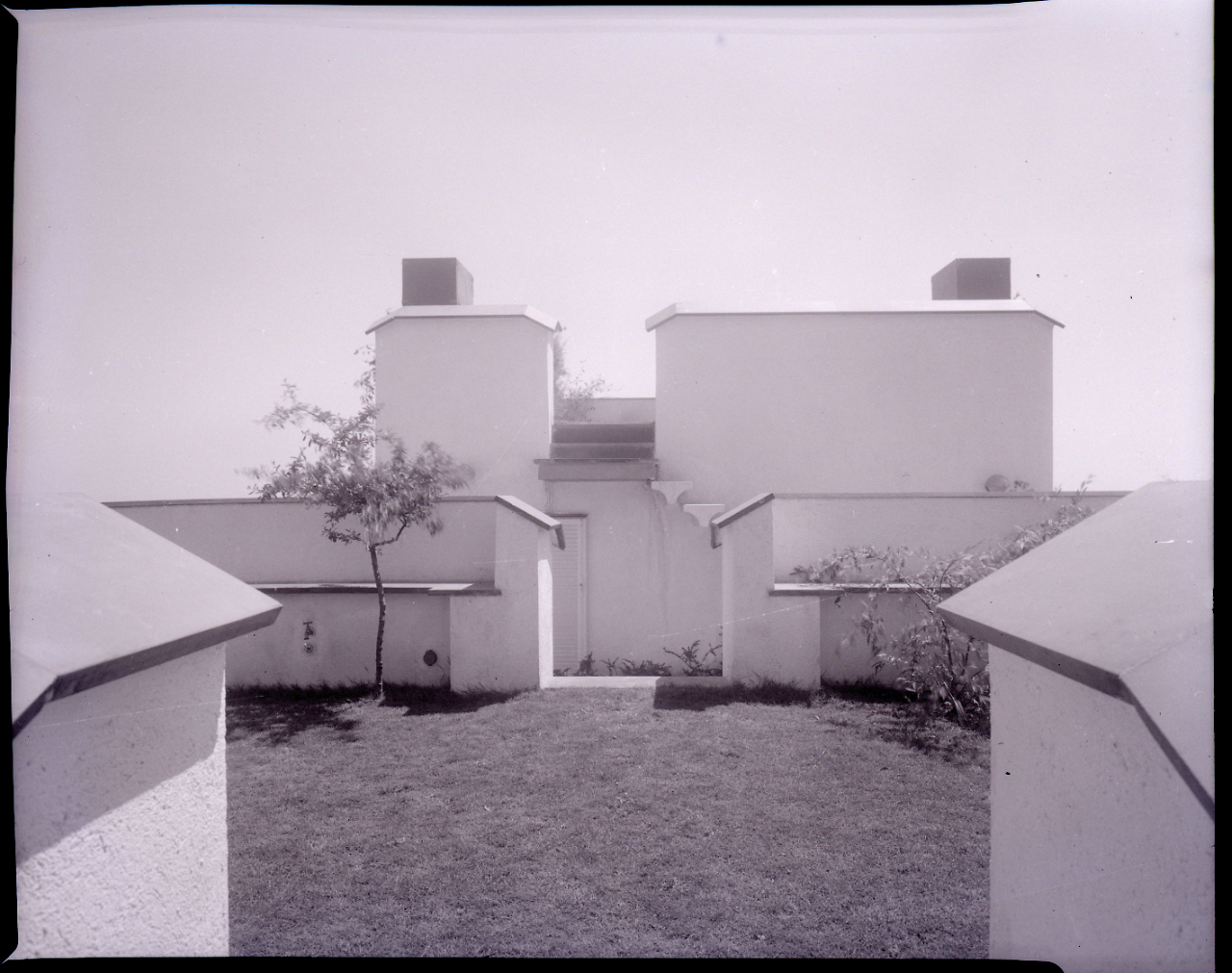
Villa Arosio, Arenzano (1958).

Efter utbildningen började han arbeta i sin fars firma tillsammans med arkitekten Paolo Chessa. 

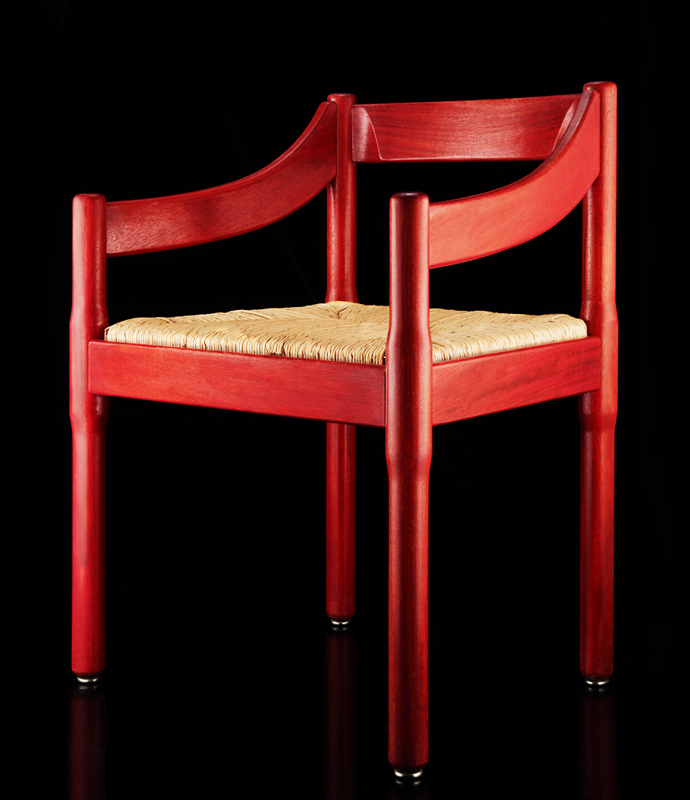
Carimate Chair designed by Vico Magistretti in 1959 and produced by Cassina

Initialt arbetade han med urban design i Milano. Under 1950-talet gick Magistretti över till att designa massproducerade möbler och lampor. Han arbetade för många olika designföretag, bland annat Fritz Hansen.
Enligt tidningen The Guardian blev hans första riktigt stora möbelsuccé stolen Carimate som producerades av Italienska möbelfirman Cassina company. Stolen blev en storsäljare under många år och såldes i England av Habitat. Formgivningen blandade lantlig enkelhet med urban sofistikering. Designen byggde på släta linjer i träramen och benen och kom i olika klara färger rött och grönt. Designen hade även drag av Skandinavisk formgivning.
Magistrettis arbeten har visats på många olika museer runt om i världen. Han verk ingår i permanenta utställningar på till exempel MoMa. och på design- och möbelmuseet Geffrye Museum i London.
Magistretti är representerad vid bland annat Nationalmuseum, Museum of Modern Art, Victoria and Albert Museum, Röhsska museet, Metropolitan Museum, Smithsonian och National Gallery of Victoria. 

### Priser

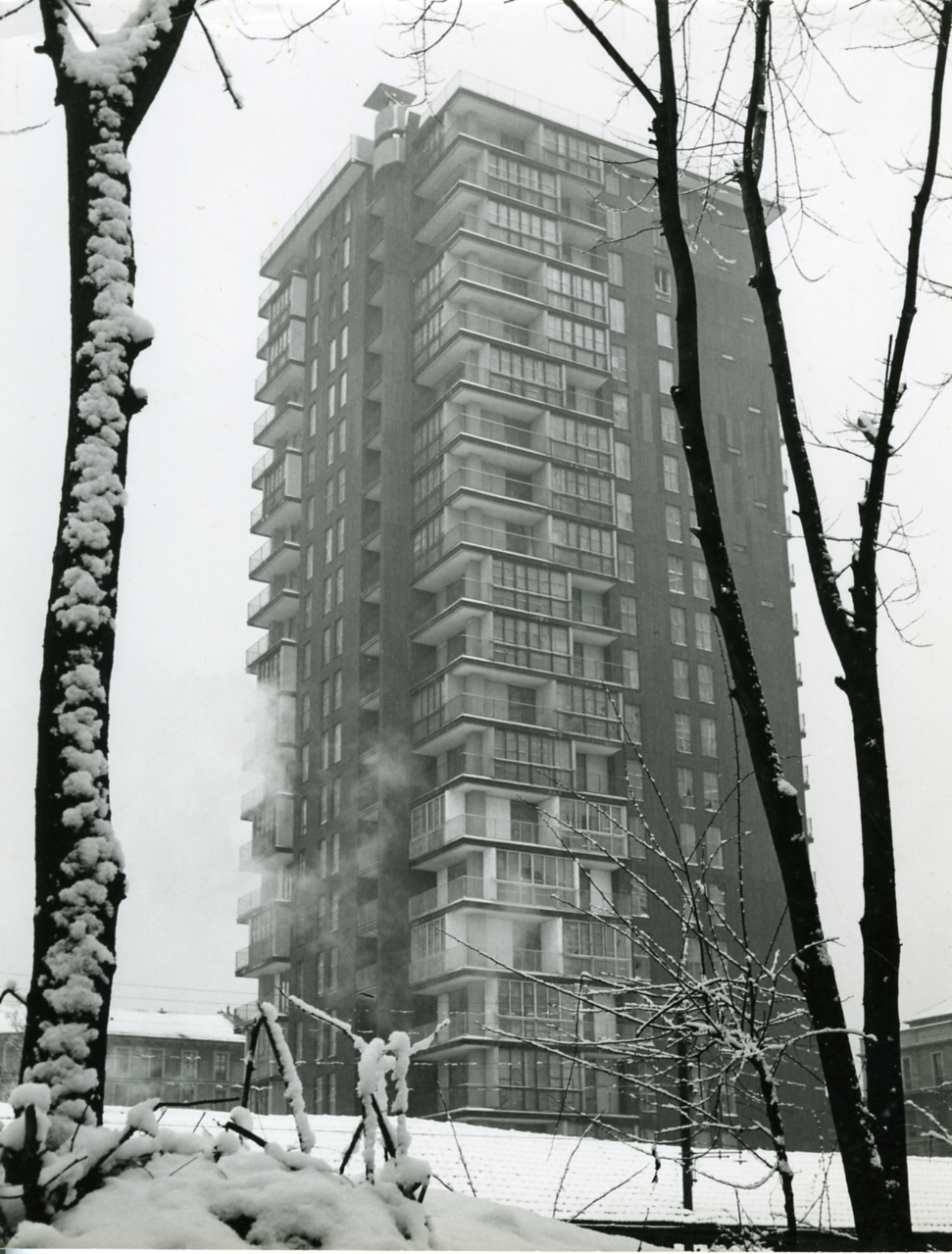
Torre del Parco, Milano (1953-56, med Franco Longoni).

Vico Magistretti har vunnit många priser, till exempel guldmedalj vid 1951 Trienniale, Grand Prix vid 1954 Trienniale, två Compasso d'oro-priser 1967 och 1979, samt guldmedalj vid Chartered Society of Designers 1986.

## Galleri

Design av Magistretti
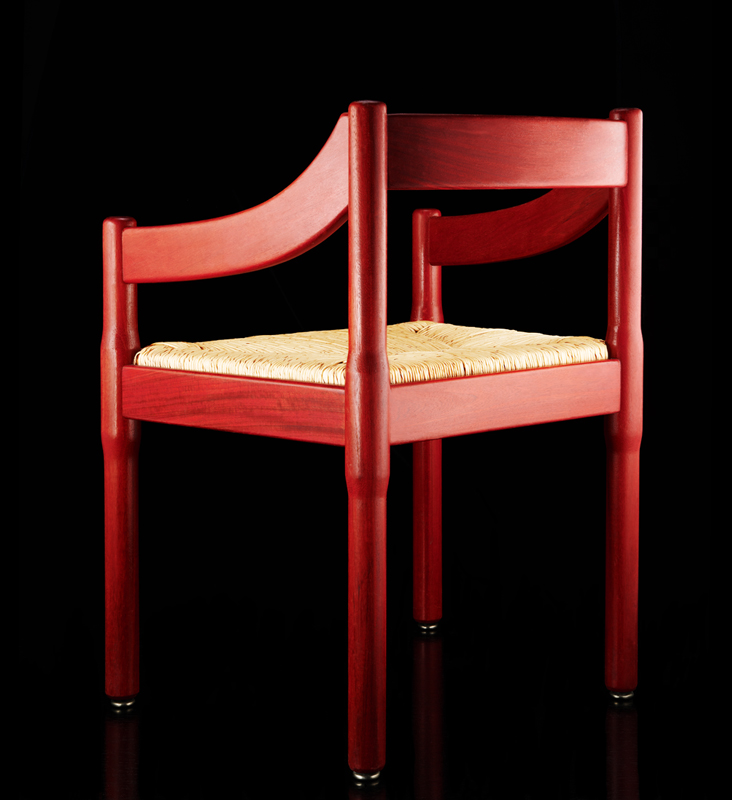
Carimate Chair Back 1959
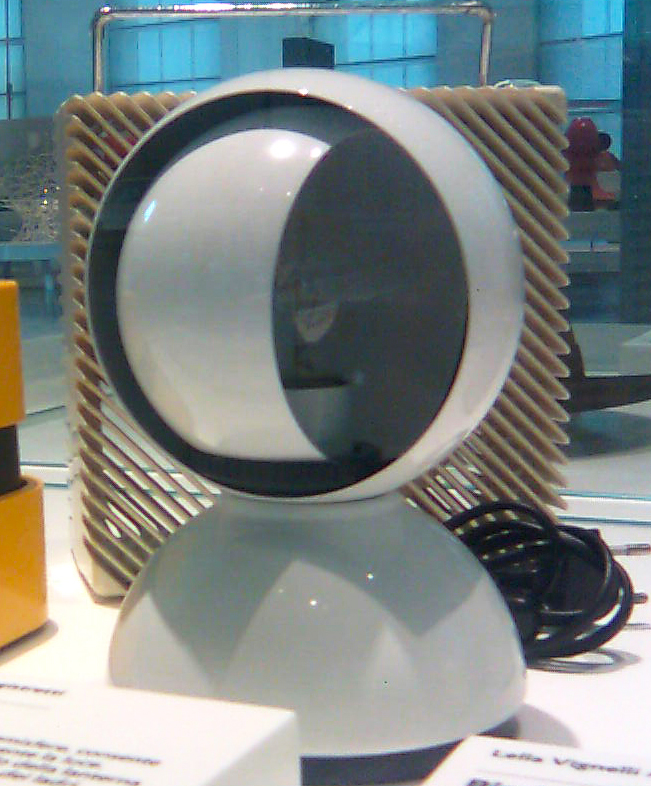
Eclisse lamp 1965
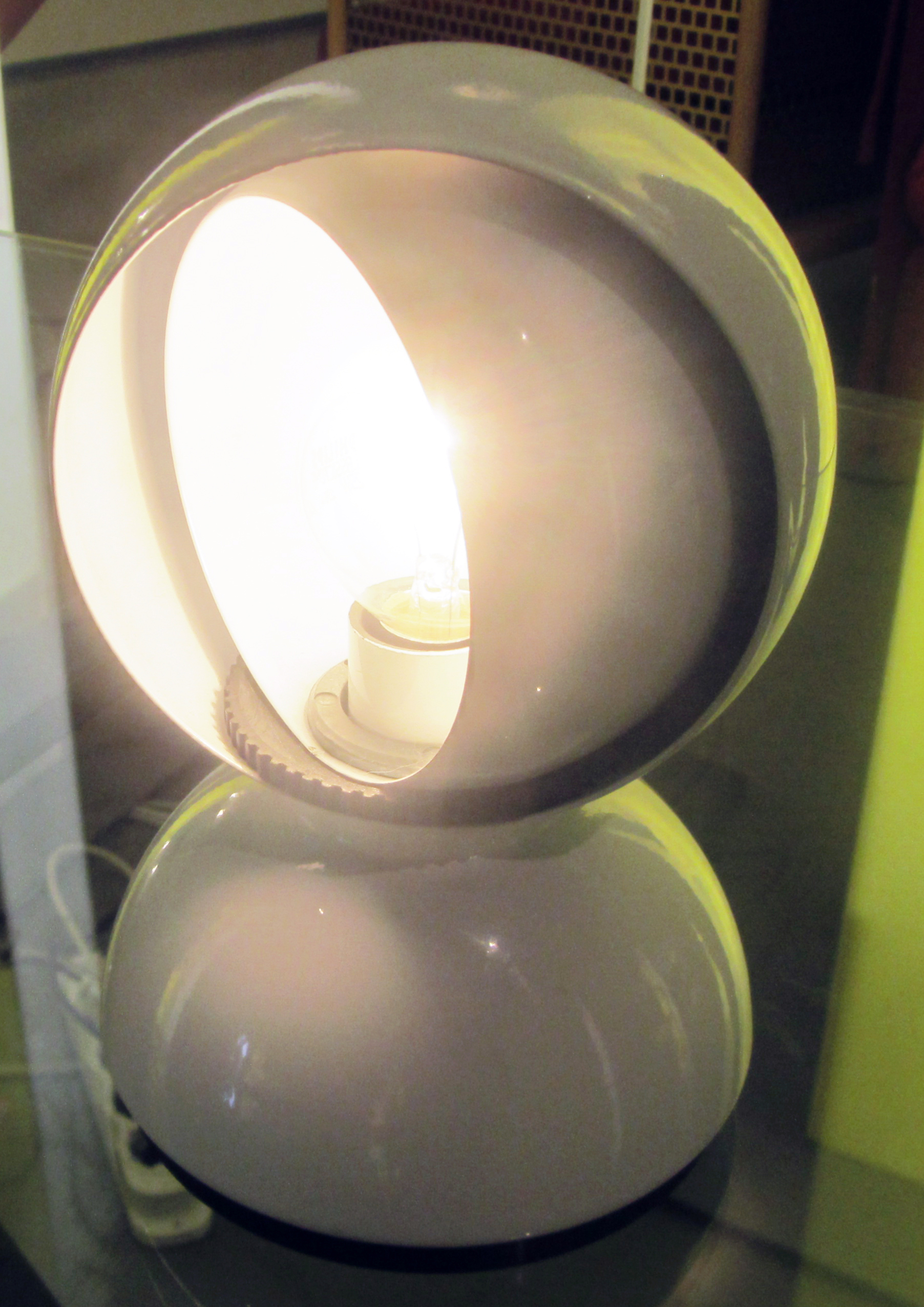
Eclisse lamp 1965
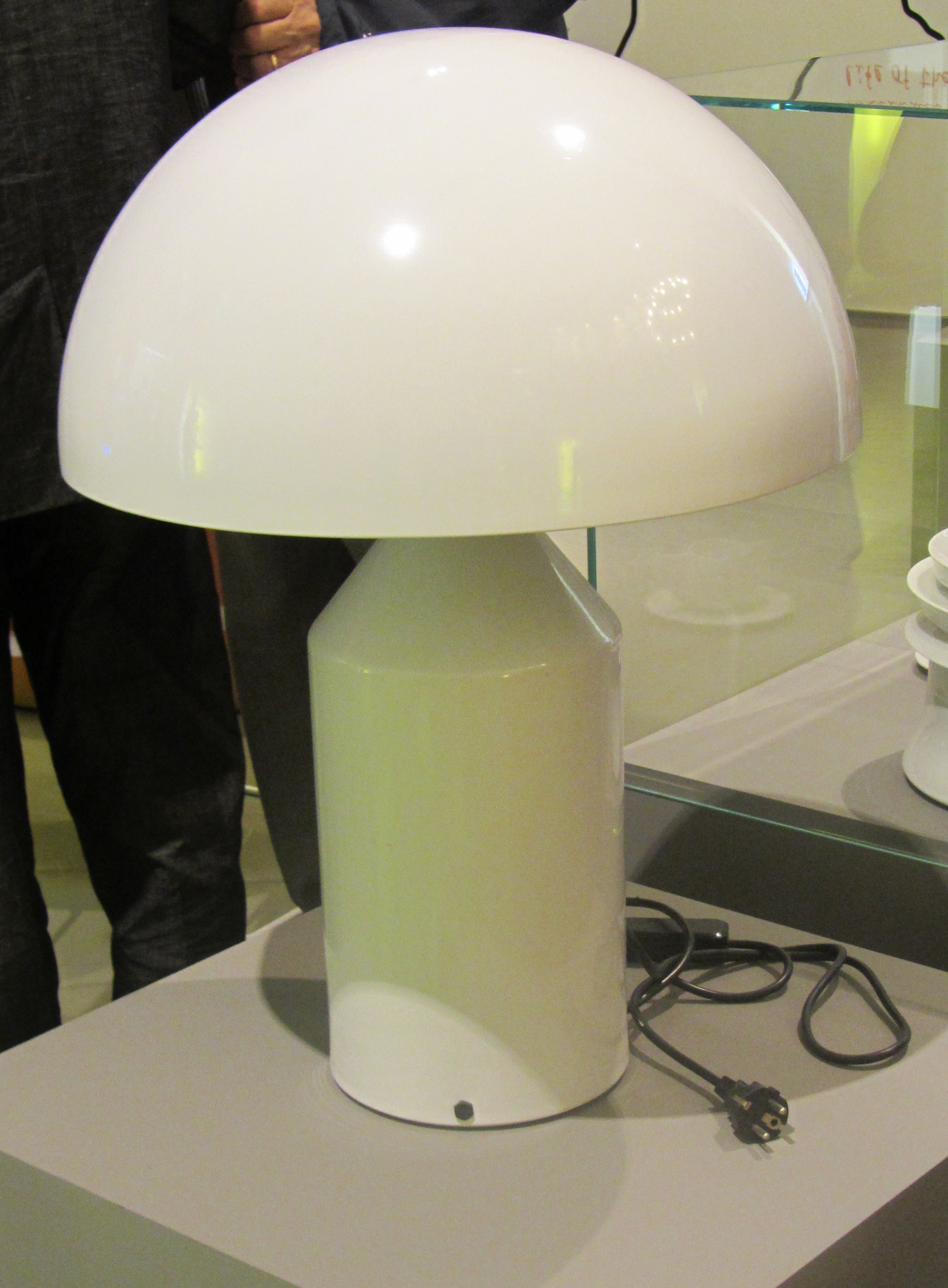
Oluce lamp 1977
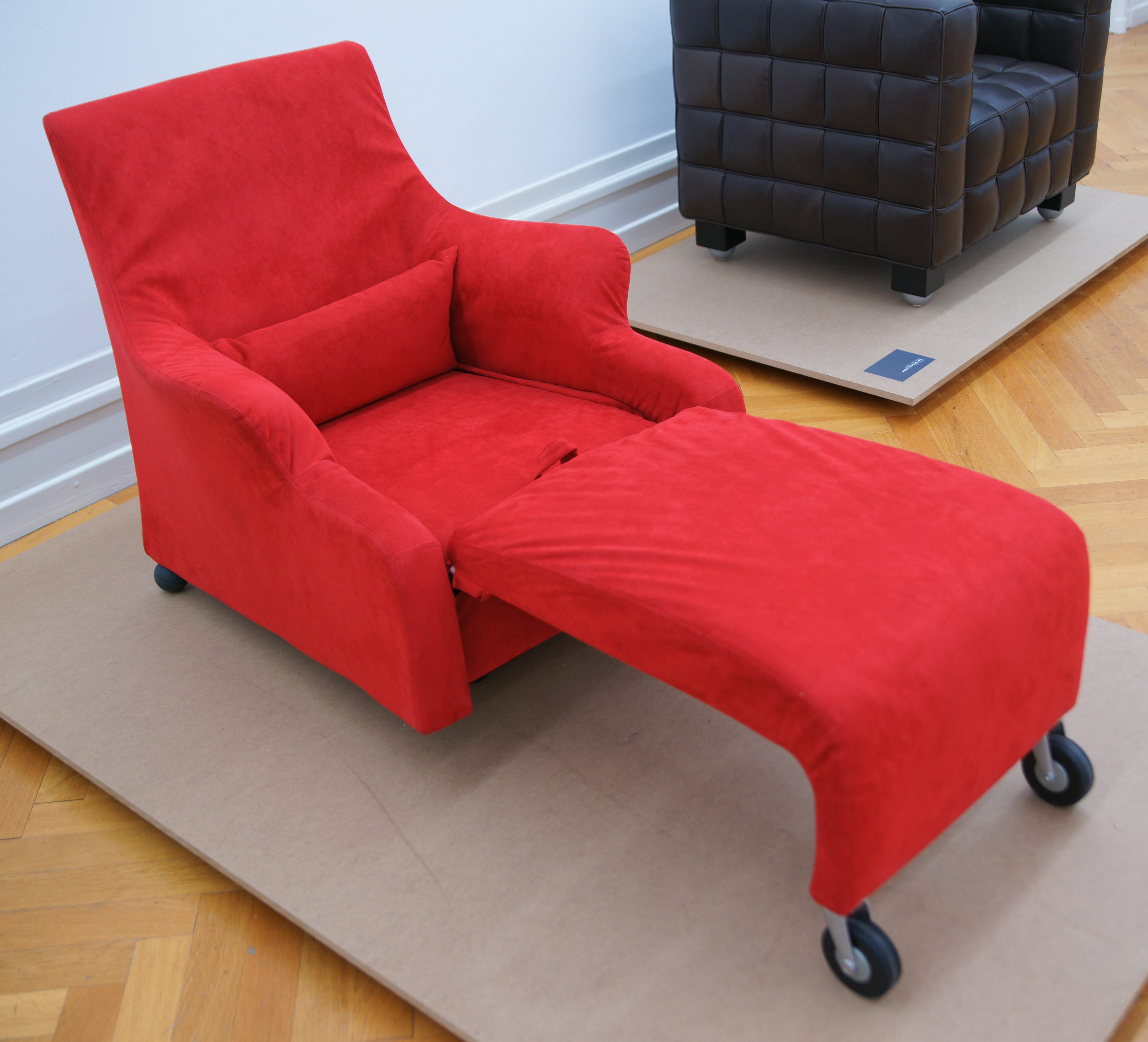
Chaise Longue 1996

Byggnader av Magistretti i Lombardiet
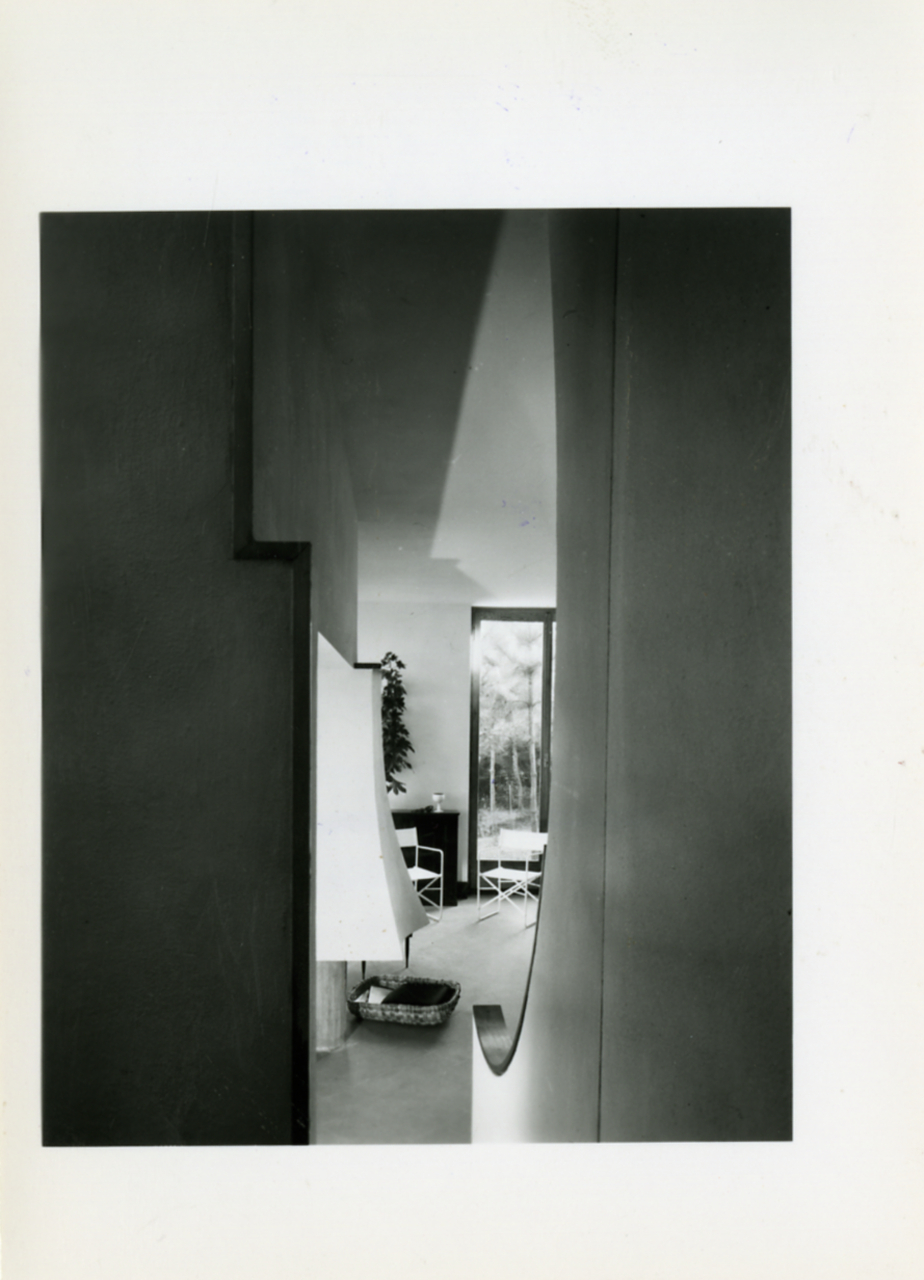
Villa Arosio, Arenzano (1958): interiörer
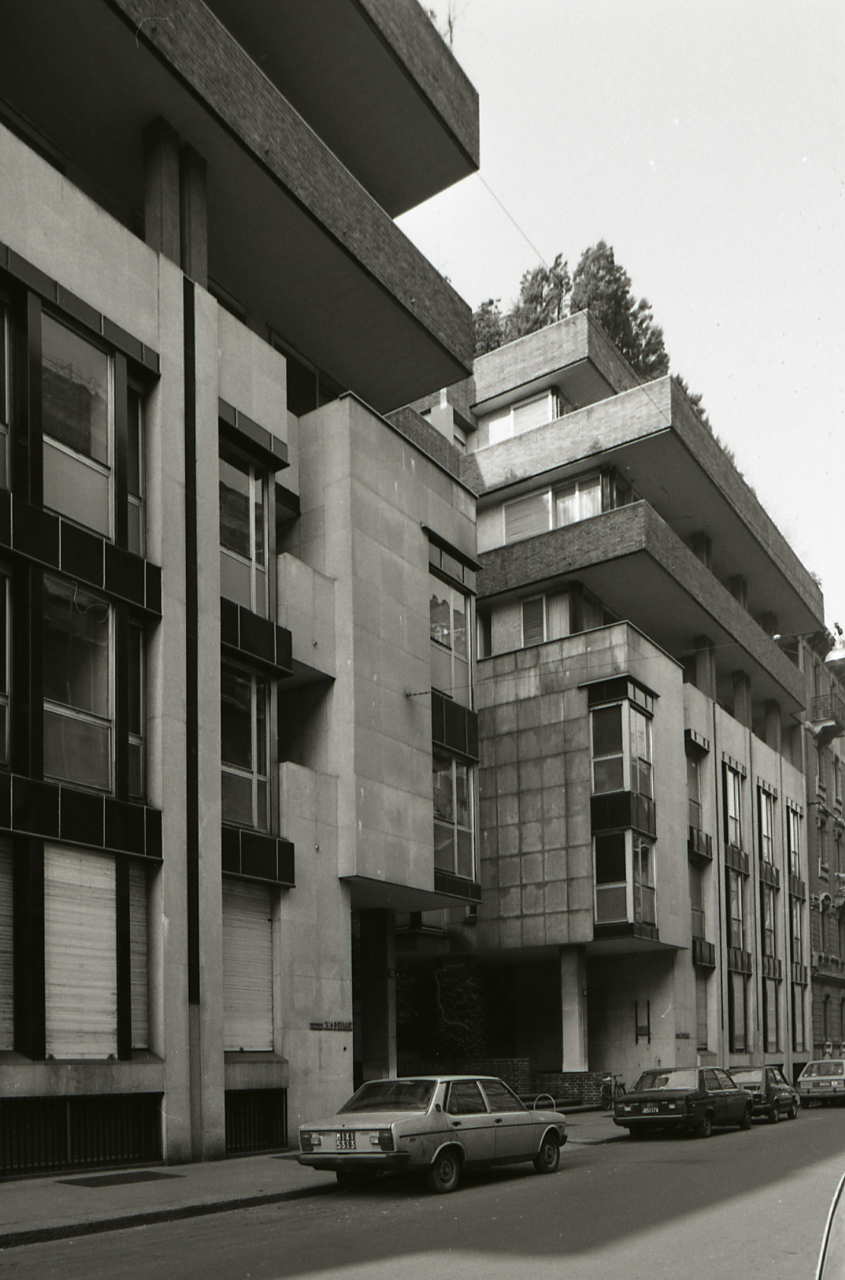
Att bygga in via Leopardi, Milano (med Guido Veneziani), 1961
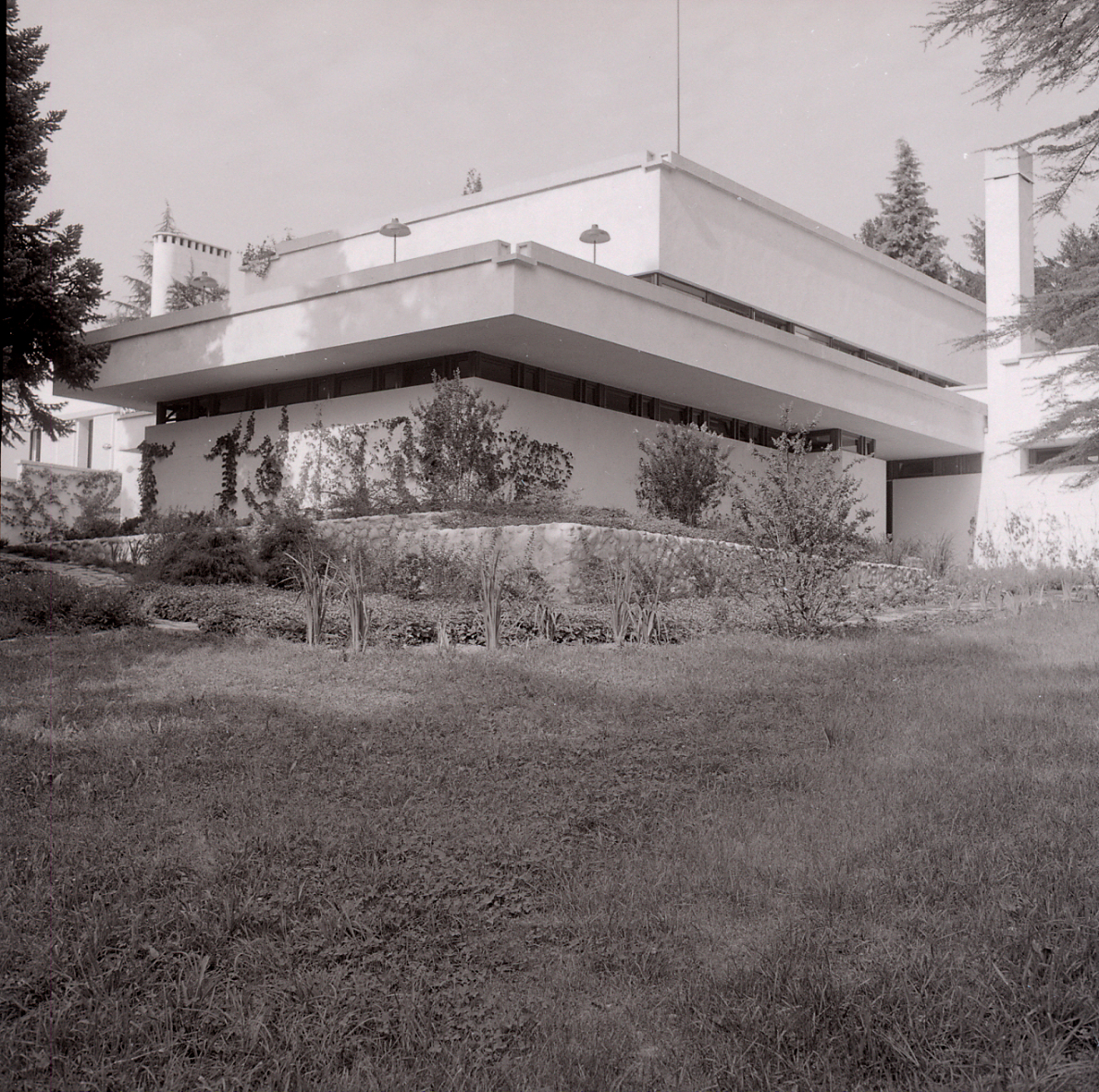
Carimate Golf Club (med Guido Veneziani)
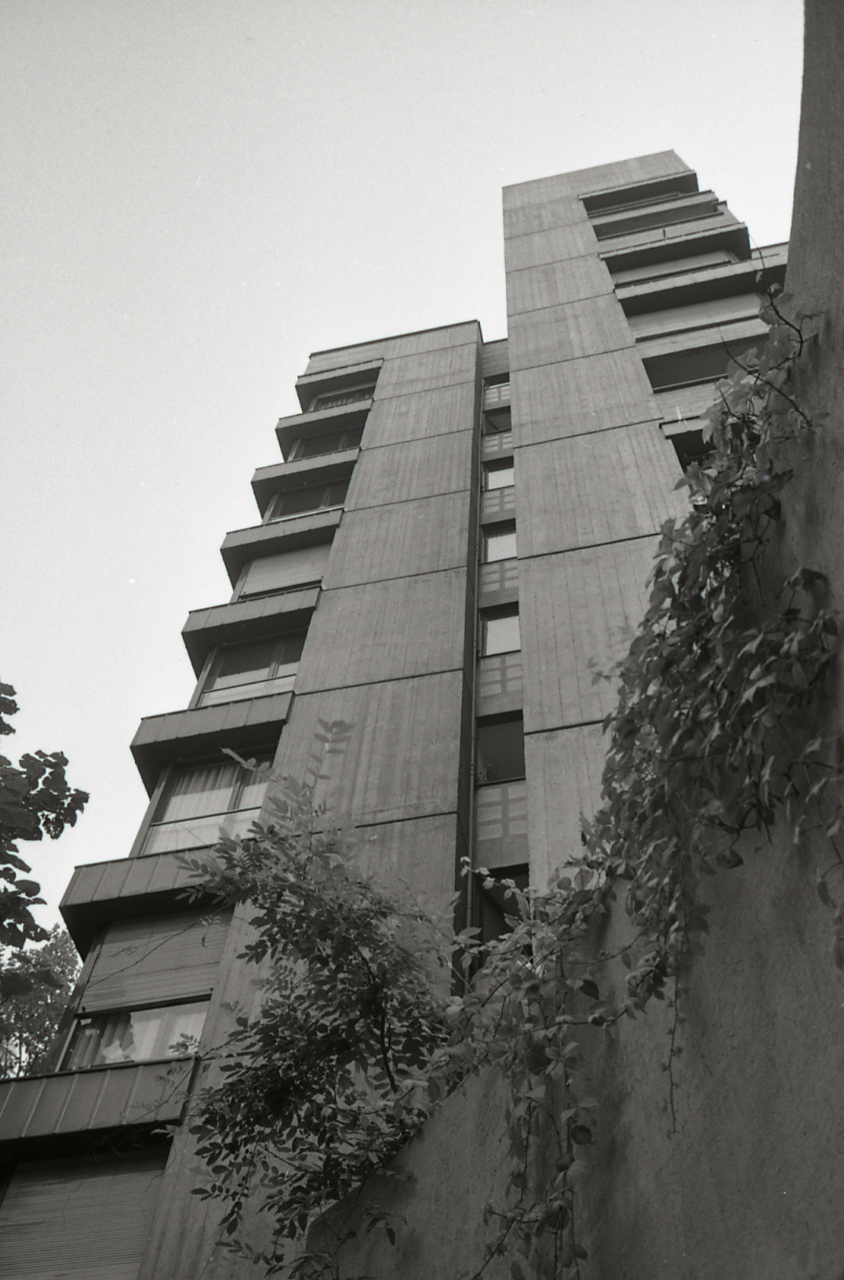
Milano, torn hus i Piazzale Aquileia 8, 1964-1965